# John the Ripper
John the Ripper è un software libero per la decrittazione forzata delle password. Inizialmente sviluppato per sistemi operativi UNIX, dal 2012 può essere eseguito su 15 differenti piattaforme (DOS, Microsoft Windows, BeOS e OpenVMS).

## Descrizione
È uno dei più famosi programmi per il cracking delle password, agisce combinando diverse modalità di crack delle password, autorilevamento di password in hash, e inclusione di un cracker impostabile.
Può eseguire la decriptazione di password criptate in DES, MD5 e Blowfish.
Sono stati aggiunti moduli addizionali che estendono la sua capacità, includendo anche sistemi di decriptazione MD4 presenti in LDAP e MySQL. Quindi in poche parole questo programma consiste proprio nel "lanciare" una sequenza di caratteri che il programma legge e a seconda delle prestazioni del vostro computer riuscirà o meno a finire più velocemente l'operazione

## Modalità d'utilizzo
- Word List Mode (Modalità dizionario)
- Single Crack Mode (Modalità a singolo crack)
- Incremental Mode (Modalità incrementale)
- External Mode (Modalità esterna)